# Aurelia colpata
Aurelia colpata är en manetart som beskrevs av Brandt 1838. Aurelia colpata ingår i släktet Aurelia och familjen Ulmaridae. Inga underarter finns listade i Catalogue of Life.